# Zafferana Etnea
Zafferana Etnea is een gemeente in de Italiaanse provincie Catania (regio Sicilië) en telt 8648 inwoners (31-12-2004). De oppervlakte bedraagt 76,1 km², de bevolkingsdichtheid is 114 inwoners per km².
De volgende frazioni maken deel uit van de gemeente: Fleri, Petrulli, Pisano Etneo, Poggiofelice, Sarro

## Geografie
De gemeente ligt op ongeveer 574 meter boven zeeniveau.
Zafferana Etnea grenst aan de volgende gemeenten: Aci Sant'Antonio, Acireale, Adrano, Belpasso, Biancavilla, Bronte, Castiglione di Sicilia, Giarre, Maletto, Milo, Nicolosi, Pedara, Randazzo, Sant'Alfio, Santa Venerina, Trecastagni, Viagrande.